# De Waterperels
De Waterperels is een zwemcentrum in Lier, gelegen in het nieuwe stadsontwikkelingsgebied Dungelhoeff. Het werd geopend op 1 juli 2006.
Het omvat een sportbad met 6 banen van 25 m lang en een beweegbare bodem, waardoor de diepte aangepast kan worden aan iedere doelgroep. Voorts is er een instructiebad, kinderbaden, een sauna en een stoombad. In 2017 werd een wildwaterbaan met een buitenbad aangebouwd. Dankzij een centrale lift is het bad sedert december 2007 volledig toegankelijk voor rolstoelgebruikers. In 2014 werd een nieuwe sauna in gebruik genomen. In 2016 en 2017 volgden uitbreidingen met buitenbad. 
Het zwemcentrum wordt privé uitgebaat door de S&R Group, die ook elders in België zwembaden exploiteert. Sedert 1 februari 2018 heet het bad officieel “LAGO Lier De Waterperels”.
Tijdens de coronapandemie (2020-2022) was het zwembad deels gesloten, en alleen toegankelijk na reservatie.